# گ
الگاف، من حروف الأبجدية الفارسية العربية (والكردية والأردية وغيرها) تنطق جيمًا غير المعطشة (الجيم المصرية)، ولا مقابل لها في اللغة العربية الفصيحة. ترسم كالكاف مع إضافة خط مستقيم فوق شرطة الكاف. تستخدم في اللغة الفارسية لتمثيل صوت ‎/g/‏ بالأبجدية الصوتية الدولية و(g) بأبجدية مناهج تقييم الكلام الصوتية الموسعة غير الموجود في اللغة العربية الفصحى الحديثة ولكنه يوجد في العديد من اللهجات العربية منها أغلب لهجات الجزيرة العربية لنطق القاف، وقد تستعمل لذات الصوت في اللغة العربية عند كتابة الألفاظ الأجنبية؛ جاءت كتابتها كافًا في المعاجم الخمسة (لسان العرب، مقاييس اللغة، الصحاح في اللغة، القاموس المحيط والعباب الزاخر).[بحاجة لمصدر] وھو ایضًا مستعمل في اللغة الأردية۔

صورة حرف «گ»

## أسمائها
يعرف هذا الحرف بأسماء عدة هي: الكاف المجهورة أو الكاف غير الصريحة أو المعقودة أو العجمية أو الفارسية أو المعلمة أو المشروطة أو المقيدة.

## الكتابة
| الموقع من الكلمة: | معزول | بدائي | وسطي | نهائي |
| ----------------- | ----- | ----- | ---- | ----- |
| شكل الحرف:        | گ     | گـ    | ـگـ  | ـگ    |

## وصلات خارجية
- گاف - اردو لغت

| الحروف العربية الأصل        | الحروف العربية الأصل | الحروف العربية الأصل | الحروف العربية الأصل | الحروف العربية الأصل | الحروف العربية الأصل | الحروف العربية الأصل | الحروف العربية الأصل | الحروف العربية الأصل | الحروف العربية الأصل | الحروف العربية الأصل | الحروف العربية الأصل | الحروف العربية الأصل | الحروف العربية الأصل | الحروف العربية الأصل | الحروف العربية الأصل | الحروف العربية الأصل | الحروف العربية الأصل | الحروف العربية الأصل | الحروف العربية الأصل | الحروف العربية الأصل | الحروف العربية الأصل | الحروف العربية الأصل | الحروف العربية الأصل | الحروف العربية الأصل | الحروف العربية الأصل | الحروف العربية الأصل | الحروف العربية الأصل |
| --------------------------- | -------------------- | -------------------- | -------------------- | -------------------- | -------------------- | -------------------- | -------------------- | -------------------- | -------------------- | -------------------- | -------------------- | -------------------- | -------------------- | -------------------- | -------------------- | -------------------- | -------------------- | -------------------- | -------------------- | -------------------- | -------------------- | -------------------- | -------------------- | -------------------- | -------------------- | -------------------- | -------------------- |
| ألف                         | باء                  | تاء                  | ثاء                  | جيم                  | حاء                  | خاء                  | دال                  | ذال                  | راء                  | زاي                  | سين                  | شين                  | صاد                  | ضاد                  | طاء                  | ظاء                  | عين                  | غين                  | فاء                  | قاف                  | كاف                  | لام                  | ميم                  | نون                  | هاء                  | واو                  | ياء                  |
| أشكال الكاف                 |                      |                      |                      |                      |                      |                      |                      |                      |                      |                      |                      |                      |                      |                      |                      |                      |                      |                      |                      |                      |                      |                      |                      |                      |                      |                      |                      |
| ک                           | ڪ                    | ګ                    | ڬ                    | ڭ                    | ڮ                    | ݢ                    | ڬ                    | گ                    | ڰ                    | ڱ                    | ڲ                    | ڳ                    | ڴ                    |                      |                      |                      |                      |                      |                      |                      |                      |                      |                      |                      |                      |                      |                      |
| تاريخ · اشتقاق · خط · تشكيل |                      |                      |                      |                      |                      |                      |                      |                      |                      |                      |                      |                      |                      |                      |                      |                      |                      |                      |                      |                      |                      |                      |                      |                      |                      |                      |                      |